# Player's Canadian Open 1985
Player's International Canadian Open 1985 — тенісний турнір, що проходив на відкритих кортах з твердим покриттям. Чоловічий турнір відбувся в Jarry Park Stadium у Монреалі (Канада) в рамках Nabisco Grand Prix 1985, а жіночий - в National Tennis Centre у Торонто (Канада) в рамках Світової чемпіонської серії Вірджинії Слімс 1985. Чоловічий турнір тривав з 12 до 18 серпня 1985 року, а жіночий - з 19 до 25 серпня 1985 року.

## Фінальна частина

### Одиночний розряд, чоловіки
Джон Макінрой —  Іван Лендл 7–5, 6–3
- Для Макінроя це був 9-й титул за сезон і 124-й - за кар'єру.

### Одиночний розряд, жінки
Кріс Еверт-Ллойд —  Клаудія Коде-Кільш 6–4, 4–6, 6–1
- Для Еверт-Ллойд це був 7-й титул за сезон і 143-й — за кар'єру, її 4-й на Canadian Open.

### Парний розряд, чоловіки
Кен Флек /  Роберт Сегусо —  Стефан Едберг /  Андерс Яррід 7–5, 7–6
- Для Флека це був 6-й титул за сезон і 12-й - за кар'єру. Для Сегусо це був 6-й титул за сезон і 12-й - за кар'єру.

### Парний розряд, жінки
Джиджі Фернандес /  Мартіна Навратілова —  Марселла Мескер /  Паскаль Параді 6–4, 6–0
- Для Фернандес це був 3-й титул за сезон і 3-й — за кар'єру. Для Навратілової це був 21-й титул за рік і 208-й — за кар'єру.